# Freguesia do Ó
Freguesia do Ó é um distrito localizado na zona noroeste do município de São Paulo, que servia de caminho entre a cidade e a região de Campinas e Jundiaí, no interior do estado brasileiro de São Paulo. É conhecido pela igreja matriz, que foi a primeira igreja a ser construída, por ser distrito (freguesia) mais antigo da capital paulistana e por abrigar a escola de samba Sociedade Rosas de Ouro, heptacampeã do carnaval paulistano.

## Etimologia

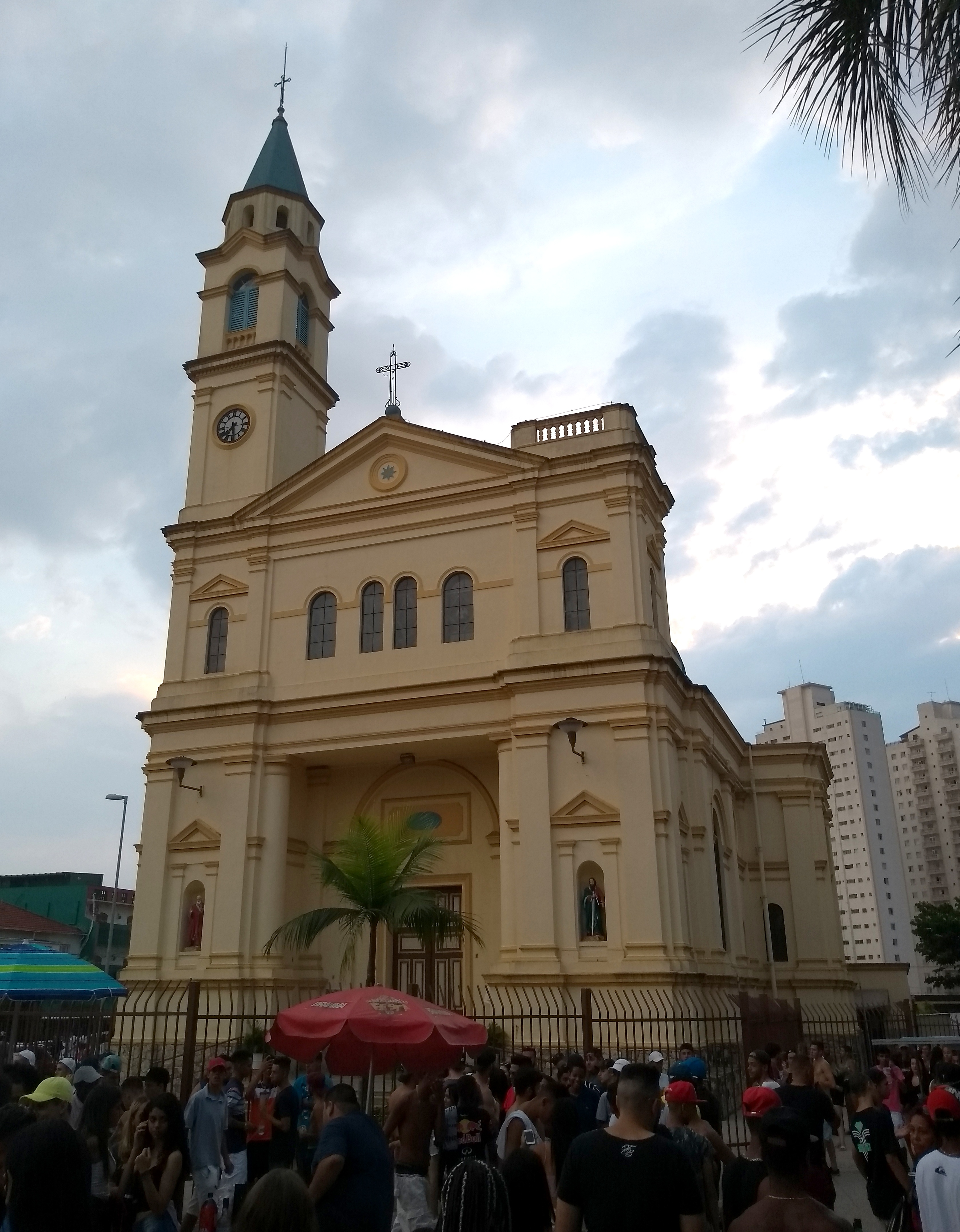
Igreja de Nossa Senhora do Ó

A denominação de "freguesia" foi dada ao distrito a partir de um decreto da rainha de Portugal, Dona Maria I, em 15 de setembro de 1796, quando a Vila de São Paulo contava com apenas uma freguesia - a da Sé. No regime do "Padroado", ao dividir a Freguesia da Sé em três partes, ficou assim constituída a Vila do São Paulo: Freguesia da Sé, Freguesia da Penha e Freguesia de Nossa Senhora do Ó. O termo "Freguesia" vem da mudança aportuguesada do latim; "Filii Eclaesia" - Filhos da Igreja - que é a forma de "pertença", hoje denominada "Paróquia".
A honraria foi a única que se manteve no nome oficial dentre os distritos paulistanos, e que foi concedida como uma forma de divisão do Episcopado, facilitando assim a vida dos fiéis moradores de regiões longínquas, que não mais precisariam se deslocar por horas para receberem amparo religioso. Os demais distritos, como o Brás, Penha e Santo Amaro, aos poucos deixaram de usá-lo nos nomes, e a Freguesia de Nossa Senhora do Ó passou a ser chamada simplesmente de "Freguesia do Ó".

## História
A região da Freguesia do Ó foi povoada em 1580, quando o bandeirante Manuel Preto tomou posse do lugar com sua família e índios escravos. Seu primeiro nome Citeo do Jaragoá e suas terras incluíam o Pico do Jaraguá (onde se acreditava haver ouro), além das terras correspondentes aos atuais distritos de Pirituba e Limão.
Em 1610, Manuel Preto solicitou à sede da paróquia autorização para erguer uma capela em honra de Nossa Senhora do Ó, que deu nome ao lugar. Manuel e sua esposa, Águeda Rodrigues, após obterem despacho favorável em 29 de setembro de 1615, ao requerimento de provisão que fizeram, pelo motivo de não poderem cumprir suas obrigações religiosas na Vila de São Paulo, juntamente com sua gente, iniciaram a construção da capela dedicada à virgem sob a denominação de Nossa Senhora da Esperança ou da Expectação.
Um século e meio depois, em 1796, foi inaugurada a nova igreja dedicada à Virgem do Ó, construída onde hoje se situa o "Largo da Matriz Velha", e se tornou Paróquia pelo alvará de constituição de 15 de setembro de 1796, concedido pela Rainha de Portugal. Ela permaneceu de pé até 1896, quando foi destruída por um incêndio acidental provocado pelo sacristão que tentava queimar um enxame de abelhas. Em 1901, foi inaugurada, no lugar, a atual igreja que ocupa a área do Largo, a Paróquia Matriz Nossa Senhora da Expectação.
A cultura da cana-de-açúcar foi muito praticada na região, principalmente para a produção de aguardente. Inúmeros alambiques asseguravam a produção de fina cachaça, conhecida como caninha do Ó. Outras culturas de subsistência foram também praticadas, como café, mandioca, algodão, milho e legumes. Durante muitos anos, o distrito foi considerado como pertencente ao chamado "Cinturão Verde" da Capital Paulista. O plantio de cana-de-açúcar foi a principal atividade rural da região até a metade do século XX, antes da expansão da urbanização da cidade. 
Na década de 50, o distrito foi conectado à cidade, com a construção da Ponte da Freguesia do Ó, substituindo a antiga ponte de madeira construída em 1741. Na década de 1970, a administração do prefeito Olavo Setúbal abriu as avenidas Inajar de Souza e General Edgard Facó e, nelas, realizou a canalização dos rios Cabuçu e Verde (respectivamente).
No ano de 1996, criou-se a Associação Amigos do Ó, cujas conquistas incluem ter transformado um terreno abandonado em uma praça que leva o nome dessa associação. Em 2015, iniciou-se a construção da Estação Freguesia do Ó, parte da futura Linha 6-Laranja do Metrô, na Vila Arcádia. O distrito ainda terá mais quatro estações quando a mesma estiver pronta: João Paulo I, Itaberaba - Hospital Vila Penteado, Maristela e Brasilândia, esta última, localizada na divisa com o distrito homônimo.
O distrito sedia a escola de samba Rosas de Ouro, heptacampeã do carnaval paulistano.

## Demografia
Atualmente, o distrito passa por uma valorização imobiliária. Um dos motivos se deve justamente à presença de terrenos descampados e casas velhas simples, de baixo valor comercial, em comparação a outros locais da cidade. Isto se deve em grande parte a retificação pela qual o Rio Tietê passou, durante a administração do prefeito Prestes Maia, com as obras que abriram as avenidas Inajar de Souza e General Edgard Facó nos anos 80, e posteriormente. Outro motivo é a construção da futura Linha 6-Laranja do Metrô, que abrigará algumas estações em sua área.
Evolução demográfica do distrito da Freguesia do Ó

## Bairros
Além do bairro da Freguesia do Ó, o distrito é formado por pelo menos 64 outros bairros, possuindo uma população de classe média e média-alta, além de alguns bolsões de pobreza. Em 2008, cerca de 4,5% dos domicílios encontravam-se em regiões de favelas.
Abaixo, segue a relação de bairros do distrito da Freguesia do Ó:
| - Chácara do Rosário; - Chácara Domilice; - Chácara Nossa Sra. Aparecida; - Conj. Res. Prestes Maia; - Itaberaba; - Jardim Adélia; - Jardim Cachoeira; - Jardim Iracema; - Jardim Maristela; - Jardim Monjolo; - Jardim Monte Alegre; - Jardim Noêmia; - Jardim São Marcos; - Moinho Velho; - Nossa Senhora do Ó; - Pq. Dom Luís; - Pq. Mandi; - Pq. Monteiro Soares; - Vila Acre; - Vila Albertina; - Vila Amélia; | - Vila Arcádia; - Vila Bancária Munhoz; - Vila Bela; - Vila Bracáia; - Vila Brito; - Vila Bruna; - Vila Cardoso; - Vila Cavatton; - Vila Cruz das Almas; - Vila do Congo; - Vila Dona América; - Vila Gonçalves; - Vila Hebe; - Vila Iara; - Vila Iório; - Vila Ismênia; - Vila Júlio César; - Vila Manuel Lopes; - Vila Mariliza; - Vila Marilu; - Vila Marina; | - Vila Miriam; - Vila Morro Grande; - Vila Morro Verde; - Vila Nívea; - Vila Palmeiras; - Vila Peruccio; - Vila Picinin; - Vila Portuguesa; - Vila Primavera; - Vila Progresso; - Vila Ramos; - Vila Regina; - Vila Sá e Silva; - Vila Santa Delfina; - Vila São Francisco; - Vila São Vicente; - Vila Schmidt; - Vila Simões; - Vila Siqueira; - Vila Timóteo; - Vila União; - Vila Zulmira Maria. |  |

Bairros que terão estações da futura Linha 6 do Metrô de São Paulo:
- Vila Arcádia / Vila Albertina
- Parque Monteiro Soares / Vila Palmeiras
- Itaberaba
- Vila Cardoso / Sítio Morro Grande

## Distritos limítrofes
- Brasilândia (Norte)
- Cachoeirinha (Nordeste)
- Limão (Leste)
- Barra Funda (Sudeste)
- Lapa (Sul)
- Pirituba (Oeste)